# Головленковы
Головленковы — древний русский дворянский род.
Восходит к середине XVI столетия и владел в XVI и XVII веках поместьями и вотчинами в Тверском, Московском, Вяземском и Путивльском уездах.

## История рода
Иван Головленков владел поместьем в Тверском уезде (1549). Новоторжские дети боярские Василий и Матвей Кузьмичи зачислены в состав московского дворянства (1550), Матвей Кузьмич поручился по Ивану В. Шереметьеву (1564). Иван Васильевич поддатня "к доспуху", Афанасий Васильевич поддатня у второго саадака (1570). Опричниками Ивана Грозного числились: Василий Григорьевич, Иван Васильевич, Афанасий Головленковы (1573). Василий Григорьевич владел поместьем и вотчиной в Московском уезде, полученные им после Матвея Головленкова, впоследствии инок Варлаам († 1601) и погребён в Троице-Сергиевой Лавре. Его дочь Мария († 1589) замужем за князем Григорием Долгоруковым, погребена в Троице-Сергиевой Лавре, там же похоронена инокиня Пелагея Головленкова († 1601). Иван Головленков в (1570-х) владел поместьем в Белозёрском уезде. Афанасий Иванович владел поместьем в Вяземском уезде (1594), возможно он участвовал на 3-й свадьбе Ивана IV Грозного (1572).
Двое представителей рода владели населёнными имениями (1699).

## Известные представители
- Головленков Афанасий — письменный голова, воевода в Таре (1601).
- Головленков Иван Афанасьевич — воевода в Болхове (1621), в Волоке-Ламском (1626—1627), московский дворянин (1627—1629), стрелецкий голова  (1629—1640), владел деревней Лапино в Богородском уезде на реке Клязьма (1646), которое перешло (1678) его сыну стольнику и полковнику Фёдору Ивановичу, и впоследствии его сыну стольнику Василию Фёдоровичу.
- Головленков Фёдор Иванович — стольник (1658—1668), думный дворянин (1693).
- Головленков Василий Фёдорович — стольник (1686—1692), московский дворянин (1692), комиссар[4][5].